# ヤズマニー・トマス
- ヤスマニ・トマス

ヤズマニー・トマス・バカヤオ（Yasmany Tomás Bacallao, 1990年11月14日 - ）は、キューバのハバナ出身のプロ野球選手（外野手、三塁手）。右投右打。MLBのワシントン・ナショナルズ傘下所属。愛称は、エル・タンケ（El Tanque）（＝スペイン語で戦車）。
発音指示では、ヤズマニー・トーマース(yahz-MAH-nee TOE-maas)となっている。

## 経歴

### キューバ時代
2008年、セリエ・ナシオナル・デ・ベイスボルのレオネス・デ・インダストリアレスに加入。
2012年11月6日に「侍ジャパンマッチ2012「日本代表 VS キューバ代表」」のキューバ代表が発表され代表入りした。同日、台湾で行われたサンダーシリーズのため来台した。サンダーシリーズ終了後の、14日に来日した。
2013年3月に第3回WBCのキューバ代表に選出された。この大会では、6試合に出場して打率.375、2本塁打、5打点を記録した。
2014年6月にドミニカ共和国へ亡命したことが明らかになり、9月10日にアメリカ・財務省内の海外資産管理局を通過した。10月2日にFAが承認され、全球団との交渉が可能になった。

### ダイヤモンドバックス時代
2014年12月8日にアリゾナ・ダイヤモンドバックスと総額6850万ドルの6年契約を結んだ。
2015年4月4日に開幕を傘下のAAA級リノ・エーシズで迎える事が発表された。4月15日にメジャーに昇格し、同日のサンディエゴ・パドレス戦でメジャーデビューを果たした。
2016年は140試合に出場し、チームトップの31本塁打を記録した。
2017年は6月3日に鼠蹊部の炎症で故障者リスト入りした。6月下旬にはルーキー級アリゾナリーグ・ダイヤモンドバックスでリハビリを行ったが、再び鼠蹊部を痛め、8月21日に手術を受けることを発表。シーズン中の復帰は困難となった。シーズン成績は47試合に出場して打率.224、8本塁打、32打点を記録した。
2018年1月18日にフェニックスのアリゾナ州道101号線を制限速度の75mphを30mph上回る105mphで走行し、スピード違反と無謀運転の罪でアリゾナ州公安局に逮捕された。3月25日にAAA級リノに配属された。4月1日にDFAになったことにより、契約の残りである「3年4600万ドル」が事実上の「死に金」になってしまった。翌2日に40人枠外となった。この年は年間通じてAAA級リノでプレーし、106試合に出場して打率.262、14本塁打、65打点、2盗塁を記録した。
2019年は開幕をAAA級リノで迎え、7月26日にメジャー契約を結んでアクティブ・ロースター入りした。8月4日にマイナー契約でAAA級リノへ配属された。
2020年はメジャーでの出場がなく、オフにFAとなった。

### ナショナルズ傘下時代
2020年11月17日にワシントン・ナショナルズとマイナー契約を結んだ。

## 詳細情報

### 年度別打撃成績
| 年 度    | 球 団    | 試 合 | 打 席 | 打 数 | 得 点 | 安 打 | 二 塁 打 | 三 塁 打 | 本 塁 打 | 塁 打 | 打 点 | 盗 塁 | 盗 塁 死 | 犠 打 | 犠 飛 | 四 球 | 敬 遠 | 死 球 | 三 振 | 併 殺 打 | 打 率 | 出 塁 率 | 長 打 率 | O P S |
| -------- | -------- | ----- | ----- | ----- | ----- | ----- | -------- | -------- | -------- | ----- | ----- | ----- | -------- | ----- | ----- | ----- | ----- | ----- | ----- | -------- | ----- | -------- | -------- | ----- |
| 2015     | ARI      | 118   | 426   | 406   | 40    | 111   | 19       | 3        | 9        | 163   | 48    | 5     | 2        | 0     | 1     | 17    | 0     | 2     | 110   | 16       | .273  | .305     | .401     | .707  |
| 2016     | ARI      | 140   | 563   | 530   | 72    | 144   | 30       | 1        | 31       | 269   | 83    | 2     | 4        | 0     | 1     | 31    | 4     | 1     | 136   | 18       | .272  | .313     | .508     | .820  |
| 2017     | ARI      | 47    | 180   | 166   | 19    | 40    | 11       | 1        | 8        | 77    | 32    | 0     | 0        | 0     | 1     | 13    | 0     | 0     | 50    | 2        | .241  | .294     | .464     | .758  |
| 2019     | ARI      | 4     | 6     | 6     | 0     | 0     | 0        | 0        | 0        | 0     | 0     | 0     | 0        | 0     | 0     | 0     | 0     | 0     | 3     | 1        | .000  | .000     | .000     | .000  |
| MLB：4年 | MLB：4年 | 309   | 1175  | 1108  | 131   | 295   | 60       | 5        | 48       | 509   | 163   | 7     | 6        | 0     | 3     | 61    | 4     | 3     | 299   | 37       | .266  | .306     | .459     | .765  |

- 2020年度シーズン終了時
- 2018年度と2020年度はメジャー出場なし

### 背番号
- 24（2015年 - 2017年）
- 26（2019年）

### 代表歴
- 2013 ワールド・ベースボール・クラシック・キューバ代表